# Stazione di Pellegrina
La stazione di Pellegrina è stata una stazione ferroviaria posta lungo la ferrovia Bologna-Verona. Serviva Pellegrina, frazione di Isola della Scala.

## Storia
La stazione di Pellegrina fu attivata il 1º febbraio 1916.